# Atleta del año de World Athletics
El premio Atleta del año es una distinción otorgada por World Athletics a los atletas con mejor desempeño en una temporada tanto en rama masculina como femenina. Son elegidos en forma conjunta por la misma World Athleics y la International Athletic Foundation. Los ganadores son premiados en la ceremonia World Athletics Awards, que tiene lugar en Mónaco cada fin de año. Asimismo, son galardonadas figuras históricas del atletismo, y mejores atletas juveniles, entre otros.
Desde 2023 el premio se dividió en tres, otorgándose por separado al mejor atleta en carreras, concursos y ruta.

## Historial
| Mejor atleta | Mejor atleta       | Mejor atleta             |
| Año          | Atleta masculino   | Atleta femenina          |
| ------------ | ------------------ | ------------------------ |
| 1988         | Carl Lewis         | Florence Griffith-Joyner |
| 1989         | Roger Kingdom      | Ana Fidelia Quirós       |
| 1990         | Steve Backley      | Merlene Ottey            |
| 1991         | Carl Lewis         | Katrin Krabbe            |
| 1992         | Kevin Young        | Heike Henkel             |
| 1993         | Colin Jackson      | Sally Gunnell            |
| 1994         | Noureddine Morceli | Jackie Joyner-Kersee     |
| 1995         | Jonathan Edwards   | Gwen Torrence            |
| 1996         | Michael Johnson    | Svetlana Masterkova      |
| 1997         | Wilson Kipketer    | Marion Jones             |
| 1998         | Haile Gebrselassie | Marion Jones             |
| 1999         | Michael Johnson    | Gabriela Szabo           |
| 2000         | Jan Železný        | Marion Jones             |
| 2001         | Hicham El Guerrouj | Stacy Dragila            |
| 2002         | Hicham El Guerrouj | Paula Radcliffe          |
| 2003         | Hicham El Guerrouj | Hestrie Cloete           |
| 2004         | Kenenisa Bekele    | Yelena Isinbáyeva        |
| 2005         | Kenenisa Bekele    | Yelena Isinbáyeva        |
| 2006         | Asafa Powell       | Sanya Richards-Ross      |
| 2007         | Tyson Gay          | Meseret Defar            |
| 2008         | Usain Bolt         | Yelena Isinbáyeva        |
| 2009         | Usain Bolt         | Sanya Richards-Ross      |
| 2010         | David Rudisha      | Blanka Vlašić            |
| 2011         | Usain Bolt         | Sally Pearson            |
| 2012         | Usain Bolt         | Allyson Felix            |
| 2013         | Usain Bolt         | Shelly-Ann Fraser-Pryce  |
| 2014         | Renaud Lavillenie  | Valerie Adams            |
| 2015         | Ashton Eaton       | Genzebe Dibaba           |
| 2016         | Usain Bolt         | Almaz Ayana              |
| 2017         | Mutaz Essa Barshim | Nafissatou Thiam         |
| 2018         | Eliud Kipchoge     | Caterine Ibargüen        |
| 2019         | Eliud Kipchoge     | Dalilah Muhammad         |
| 2020         | Armand Duplantis   | Yulimar Rojas            |
| 2021         | Karsten Warholm    | Elaine Thompson-Herah    |
| 2022         | Armand Duplantis   | Sydney McLaughlin        |

| Mejor atleta - Carreras | Mejor atleta - Carreras | Mejor atleta - Carreras |
| Año                     | Atleta masculino        | Atleta femenina         |
| ----------------------- | ----------------------- | ----------------------- |
| 2023                    | Noah Lyles              | Faith Kipyegon          |

| Mejor atleta - Concursos | Mejor atleta - Concursos | Mejor atleta - Concursos |
| Año                      | Atleta masculino         | Atleta femenina          |
| ------------------------ | ------------------------ | ------------------------ |
| 2023                     | Mondo Duplantis          | Yulimar Rojas            |

| Mejor atleta - Ruta | Mejor atleta - Ruta | Mejor atleta - Ruta |
| Año                 | Atleta masculino    | Atleta femenina     |
| ------------------- | ------------------- | ------------------- |
| 2023                | Kelvin Kiptum       | Tigst Assefa        |

### Países con más reconocimientos
| País            | No. de atletas (m/f) |
| --------------- | -------------------- |
| Estados Unidos  | 20 (9/11)            |
| Jamaica         | 10 (7/3)             |
| Etiopía         | 7 (3/4)              |
| Kenia           | 5 (4/1)              |
| Reino Unido     | 5 (3/2)              |
| Rusia           | 4 (0/4)              |
| Marruecos       | 3 (3/0)              |
| Suecia          | 3 (3/0)              |
| Alemania        | 2 (0/2)              |
| Venezuela       | 2 (0/2)              |
| Argelia         | 1 (1/0)              |
| Australia       | 1 (0/1)              |
| Bélgica         | 1 (0/1)              |
| Catar           | 1 (1/0)              |
| Colombia        | 1 (0/1)              |
| Croacia         | 1 (0/1)              |
| Cuba            | 1 (0/1)              |
| Dinamarca       | 1 (1/0)              |
| Francia         | 1 (1/0)              |
| Noruega         | 1 (1/0)              |
| Nueva Zelanda   | 1 (0/1)              |
| República Checa | 1 (1/0)              |
| Rumania         | 1 (0/1)              |
| Sudáfrica       | 1 (0/1)              |

### Atletas con más reconocimientos
| Atleta (m)         | País           | N.º |
| ------------------ | -------------- | --- |
| Usain Bolt         | Jamaica        | 6   |
| Hicham El Guerrouj | Marruecos      | 3   |
| Armand Duplantis   | Suecia         | 3   |
| Carl Lewis         | Estados Unidos | 2   |
| Michael Johnson    | Estados Unidos | 2   |
| Kenenisa Bekele    | Etiopía        | 2   |
| Eliud Kipchoge     | Kenia          | 2   |

| Atleta (f)          | País           | N.º |
| ------------------- | -------------- | --- |
| Yelena Isinbáyeva   | Rusia          | 3   |
| Marion Jones        | Estados Unidos | 2   |
| Sanya Richards-Ross | Estados Unidos | 2   |
| Yulimar Rojas       | Venezuela      | 2   |

## HistorialEstrella Emergente
| Año  | Atleta masculino       | Atleta femenina     |
| ---- | ---------------------- | ------------------- |
| 2010 | Till Wöschler          | Angelica Bengtsson  |
| 2011 | Kirani James           | Christin Hussong    |
| 2012 | Keshorn Walcott        | Anthonique Strachan |
| 2013 |                        | Mary Cain           |
| 2014 | Wilhem Belocian        | Morgan Lake         |
| 2015 | Abdul Hakim Sani Brown | Candance Hill       |
| 2016 | Andre De Grasse        | Nafissatou Thiam    |
| 2017 | Karsten Warholm        | Yulimar Rojas       |
| 2018 | Armand Duplantis       | Sydney McLaughlin   |
| 2019 | Selemon Barega         | Yaroslava Mahuchij  |
| 2020 |                        |                     |
| 2021 | Erriyon Knighton       | Athing Mu           |
| 2022 | Erriyon Knighton       | Adriana Vilagoš     |

## Otras categorías
Otros premios y reconocimientos otorgados en la ceremonia World Athletics Awards:
- President's Award: por servicios relevantes prestados al atletismo.
- Premio a la promesa del atletismo (masculino y femenino).
- Reconocimiento al entrenador destacado.
- Reconocimiento a la mujer consagrada al atletismo (administrativo).
- Fotografía del año.